# Волки Кальи
«Волки Кальи» (англ. The Dark Tower V: Wolves of the Calla) — пятый роман американского писателя Стивена Кинга из цикла «Тёмная башня». Книга издана в 2003 году.

## Сюжет
Следуя тропе Луча, ка-тет Роланда попадает в обжитые места: группу поселений под общим названием «Калья». Вот уже несколько поколений таинственные разбойники в волчьих масках раз в поколение (около двадцати лет, в книге точно не указано) забирают половину всех детей и скрываются в краю вечного мрака — Тандерклепе. Дети вскоре возвращаются, но превращенные в безмозглых уродов — рунтов. Приходит время новой жатвы, но многие жители Кальи Брин Стерджис недовольны сложившимся порядком вещей. И как нельзя вовремя пожаловали стрелки.
Сюзанна беременна, но совсем не обычным ребёнком, и вновь в её разуме ведется ожесточенная борьба за тело. Не всё в порядке и у Роланда: сухой скрут (артрит) начинает пожирать его суставы. Тем временем на Нью-Йоркском уровне Башни ведется охота за пустырём с розой, утраты которой допустить нельзя, иначе целостность мира будет безвозвратно нарушена.
Значимое место в романе занимает история отца Каллагэна, главного героя романа «Жребий», который оказался в Калье после долгих странствий по мирам.

## Герои
- Роланд Дискейн
- Эдди Дин
- Сюзанна Дин
- Джейк Чеймберз
- Отец Каллахан — бывший священник, переживший очень многое. Принёс христианство в Калью, где оно прижилось и добрососедствует с местными верованиями в Орису и богов Мэнни. Решителен, умён, немного сентиментален. Из-за догм своей религии запрещает Сюзанне делать аборт, шантажируя Роланда возможными беспорядками. Позже вступает в ка-тет стрелков.
- Кел Тауэр — упрямый прижимистый собиратель редких изданий, поневоле втянутый в круговорот событий вокруг Башни.